# Petropávlivka (Odesa)
Petropávlivka (en ucraniano: Петропавлівка)  es un pueblo ucraniano perteneciente al óblast de Odesa. Situado en el suroeste del país, es parte del raión de Bíljorod-Dnistrovski y centro del municipio (hromada) homónimo.

## Toponimia
El nombre del asentamiento en otros idiomas de importancia en el asentamiento es también Petropávlovka (en ruso: Петропавловка) o Păuleni (en rumano: Păuleni). 

## Geografía
Petropávlivka está a orillas del río Sarata, 91 km al oeste de Odesa. La frontera con Moldavia pasa al noreste de la ciudad.  

## Historia
El pueblo fue fundado en 1822 en la región histórica de Besarabia y los residentes procedían de la gobernaciones de Jersón y Poltava.   
En enero de 1918 comenzó la intervención y anexión al reino de Rumania. En el período 1918-1940 y 1941-1944, la localidad formaba parte del condado de Cetatea-Albă. En 1925, hubo disturbios en el pueblo causados por el hecho de que los lugareños fueron multados por negarse a enviar a sus hijos a la escuela impartida en rumano.
Diviziya fue entregada a la Unión Soviética con el pacto Ribbentrop-Mólotov. El 7 de agosto de 1940 se creó el óblast de Izmaíl, formada por los territorios situados en el sur de Besarabia y que fueron anexados a la RSS de Ucrania. El 29 de julio de 1941, Uspénivka fue tomada por tropas germano-rumanas durante la operación Barbarroja de la Segunda Guerra Mundial y recuperada en 1944 por tropas soviéticas. 
En 1954, se abolió el óblast de Izmaíl y las localidades que la componen se incluyeron en el óblast de Odesa. 

## Demografía
La evolución de la población de Petropávlivka entre 1930 y 2001 fue la siguiente:
| 2697                                                          | 1217 | 1120 |
| (Fuente: Cities & Towns of Ukraine y UKRAINE: Größere Städte) |      |      |

Según el censo de 2001, la lengua materna de la mayoría de los habitantes, el 88,57%, es el ruso; del 7,77%, el rumano; y del 3,04%, el ucraniano.En el censo de 1930, el 91,03% de los habitantes era rusos, el 7,79% eran rumanos y el 0,52% eran alemanes.

## Economía
Los habitantes del pueblo de Petropávlivka se dedican principalmente a la agricultura: se cultivan cereales y se crían animales.